# Tempestade tropical Ma-on (2022)
A tempestade tropical severa Florita ou Ma-On, foi um forte ciclone tropical que atingiu as Filipinas em agosto de 2022. Originou-se como uma perturbação no Oceano Pacífico em 18 de agosto e foi atualizada para uma depressão tropical durante o dia seguinte. Foi a nona depressão e a nona tempestade da Temporada de tufões no Pacífico de 2022.
O ciclone se fortaleceu em uma tempestade tropical que recebeu o nome de Ma-on e se tornou uma tempestade tropical severa no final de 23 de agosto antes de atingir as Filipinas. Mais tarde, chegaria à China e ao Vietnã em 25 de agosto. Ma-on enfraqueceu de volta a uma depressão devido a desfavoráveis e se dissipou em 26 de agosto de 2022.
A tempestade causou danos moderados nas Filipinas, China e Vietnã.

## História da tempestade
Um distúrbio foi observado pela primeira vez pelo Joint Typhoon Warning Center (JTWC) em 18 de agosto, enquanto estava localizado a cerca de 910 km (570 mi) sudeste de Taipei, Taiwan. A convecção profunda associada ao forte nível baixo de perturbação persistiu. Ambiente favorável para um maior desenvolvimento, sendo compensado por temperaturas quentes da superfície do mar em torno de 29-30 °C (84-86 °F). Em 19 de agosto, a Agência Meteorológica do Japão começou a rastrear uma baixa pressão no Mar das Filipinas. O sistema moveu-se para o oeste, eventualmente se desenvolvendo em uma depressão tropical em 20 de agosto. A Administração de Serviços Atmosféricos, Geofísicos e Astronômicos das Filipinas (PAGASA) começou a rastrear o sistema, dando o nome local Florita em 21 de agosto. No mesmo dia, o JTWC emitiu um Alerta de Formação de Ciclone Tropical (TCFA) para o sistema. Pouco depois, o JTWC designou o sistema como 10W. As imagens de satélite indicaram que tinha bandas formativas com um centro de circulação de baixo nível (LLCC). Em 22 de agosto, a JMA classificou o sistema como uma tempestade tropical e nomeou a tempestade Ma-on. Mais tarde, o JTWC e o PAGASA também atualizaram o sistema para uma tempestade tropical. Ma-on começou a se mover lentamente, sob a influência de uma cordilheira subtropical na costa de Luzon. Às 18:00 UTC, a JMA atualizou Ma-on para o status de tempestade tropical severa. O PAGASA informou que o sistema se intensificou em uma tempestade tropical severa em 23 de agosto.
Naquela época, imagens de satélite animadas multiespectrais revelaram uma convecção central simétrica. Ma-on atingiu Maconacon na província de Isabela por volta das 10:30 (PHT) (02:30 UTC). O sistema continuou se consolidando o que permitiu organizar um pequeno olho de ciclone. Atravessando as Ilhas Luzon antes de emergir sobre o litoral de Ilocos Norte. Ma-on saiu da Área de Responsabilidade das Filipinas às 05:00 PHT de 24 de agosto (21:00 UTC de 23 de agosto). O nível superior perto do centro da tempestade lutou para se organizar devido ao cisalhamento leste-nordeste moderado a forte. Uma passagem do Advanced Scatterometer (ASCAT) indicou que a tempestade estava ao longo do sul do sistema. Ma-on moveu-se para oeste-noroeste e, posteriormente, atingiu o sudoeste de Yangjiang, na China, em 25 de agosto. Logo após o desembarque, o JTWC interrompeu os avisos no sistema. Mais tarde Ma-on tornou-se menos intenso. Como resultado, a JMA rebaixou o sistema para uma tempestade tropical às 06:00 UTC daquele dia. Ma-on mudou-se para o oeste para o Golfo de Tonkin, e fez o segundo e último desembarque na cidade de Móng Cái, província de Quảng Ninh, no Vietnã, às 13:00 UTC. A JMA declarou que Ma-on enfraqueceu para uma depressão tropical, até que foi notado pela última vez no norte do Vietnã em 26 de agosto.

## Preparativos e estragos causados por Florita

Florita fazendo landfall em Luzon em 23 de agosto

### Filipinas
Antes da chegada da tempestade, o PAGASA colocou as províncias de Aurora, Isabela e Cagayan sob o Sinal de Ventos de Ciclone Tropical (TCWS) #1 em 21 de agosto de 2022. Durante o dia seguinte, a PAGASA levantou o TCWS #2 antes que o TCWS #3 fosse finalmente emitido e estendido para incluir outras partes de Luzon em 23 de agosto. O presidente Bongbong Marcos suspendeu as aulas e o trabalho do governo em algumas áreas de Luzon em 23 e 24 de agosto apenas um dia após a abertura das aulas presenciais completas, dois anos desde que a pandemia de COVID-19 nas Filipinas levou as escolas a se distanciarem e fazerem aprendizagem online.
O Departamento de Bem-Estar e Desenvolvimento Social (DSWD) disse que 16.654 pacotes de alimentos foram preparados. Em Isabela, as fortes chuvas trazidas pela tempestade deixaram quatro pontes de transbordo intransitáveis. Em Cagayan, 10.608 hectares de fazendas de arroz e milho foram destruídos. Em Pampanga, 39 barangays foram inundados. Na Cordilheira, 1.882 equipes policiais de busca e resgate foram colocadas em prontidão.
Quedas de energia foram relatadas no norte de Luzon. Os voos de Manila para Bicol foram cancelados devido ao mau tempo. O exército filipino realizou operações de resposta a desastres. A Guarda Costeira das Filipinas (PCG) desdobrou 11 barcos de alumínio na cidade de Marikina. De acordo com o BJMP, 740 presos foram evacuados. A Autoridade de Desenvolvimento Metropolitana de Manila suspendeu temporariamente seu esquema de codificação de números.
O NDRRMC relatou 17.510 pessoas afetadas, 4.330 foram deslocadas. Pelo menos 4 pessoas morreram, e outras 4 ficaram feridas. Os danos na infraestrutura foram estimados em ₱ 499 milhões (US$ 8.88 milhões ), enquanto os danos agrícolas foram estimados em ₱ 14.3 milhões (US$ 253,827 ).

### Vietnã
Ma-on causou várias árvores inundadas e desenraizadas. 135.000 foram planejados para evacuar. Ma-on trouxe chuvas fortes; Dong Trieu recebeu 76.8 mm (3.02 in) e pelo menos 164 mm (6.5 in) em Dong Son. No total, 321 domicílios foram inundados, sendo que 38 domicílios foram profundamente inundados em Uông Bí. Até agora, um total de 3 pessoas foram mortas pela tempestade.